# Eendracht Henis
Eendracht Henis is een Belgische voetbalclub uit Henis. De club is aangesloten bij de KBVB met stamnummer 6266 en heeft zwart en rood als clubkleuren.

## Geschiedenis
Eendracht Henis sloot zich eind jaren 50 aan bij de Belgische Voetbalbond. Eendracht Henis ging er in de Limburgse provinciale reeksen spelen.
In zijn clubgeschiedenis wist Eendracht Henis driemaal kampioen te spelen in de lagere reeksen, met name in het seizoen 1979/80, in het seizoen 1989/90 en een laatste keer in het seizoen 2006/07, waarbij de club telkens van Vierde naar Derde Provinciale promoveerde.
In 2013 won Eendracht Henis zijn reeks in Derde Provinciale en promoveerde zo voor het eerst in zijn bestaan naar Tweede Provinciale. De club kwam zo voor het eerst in dezelfde reeks terecht als SK Tongeren, een oude traditieclub uit de gemeente die aan het wegzakken was in de provinciale reeksen.
In het seizoen 2022/23 eindigde Henis voorlaatste in 3e Provinciale C en werd besloten de club op te heven.